# Флаг Республики Логон
Государственный флаг Республики Логон был учреждён в 2015 году. Использовался исламскими сепаратистами в Республике Логон до её ликвидации 10 апреля 2021 года; создан лидером Народного фронта возрождения Центральноафриканской Республики (FPRC) Нуреддином Адамом.
Флаг состоит из трёх горизонтальных полос: жёлтой (символизирует золото севера), чёрной (символизирует то, что север был заброшен правительством в Банги) и зелёной (символизирует плодородие земли). В центре чёрной полосы — чёрная звезда с белым контуром. Она символизирует борьбу народа на севере за самоопределение.